# Stephan Herminghaus
Stephan Herminghaus (* 23. Juni 1959 in Wiesbaden) ist ein deutscher Physiker. Von 2003 bis 2023 war er Direktor am Max-Planck-Institut für Dynamik und Selbstorganisation in Göttingen.

## Leben
Stephan Herminghaus besuchte das Rabanus-Maurus-Gymnasium in Mainz. Er studierte an der Universität Mainz zunächst Physik und Bildende Kunst, erhielt 1985 das Diplom in Physik und wurde 1989 zum Dr. rer. nat. promoviert. Darauf folgte eine Tätigkeit als Postdoktorand am IBM Almaden Research Center in San José, USA. Er wurde an der Universität Konstanz 1994 habilitiert und erhielt 1995 ein Heisenberg-Stipendium von der Deutschen Forschungsgemeinschaft. 1996 wurde er Leiter einer unabhängigen Forschungsgruppe am Max-Planck-Institut für Kolloid- und Grenzflächenforschung in Berlin. 1999 erhielt er Rufe an die Université de Fribourg (CH) und an die Universität Ulm, dem letzteren folgte er. 2003 wurde er zum wissenschaftlichen Mitglied der Max-Planck-Gesellschaft und Direktor am Max-Planck-Institut für Dynamik und Selbstorganisation (Göttingen) berufen. Seit 2005 hält er zudem eine Honorarprofessur für Physik an der Universität Göttingen.

## Arbeitsschwerpunkte
Herminghaus trug wesentlich zum Verständnis fundamentaler Mechanismen der Benetzung und Entnetzung bei. So initiierte und koordinierte er das von der Deutschen Forschungsgemeinschaft geförderte Schwerpunktprogramm 1052: Benetzung und Strukturbildung an Grenzflächen. Anschließend wandte er sich der Physik granularer Medien und geophysikalischer Systeme, später dem Studium aktiver Materie und sozialer Systeme zu. Er war gemeinsam mit seinen Mitarbeitern federführend bei der Entwicklung des EcoBus-Projektes, eines Ridepooling-Systems, das 2018 im Harz mit zehn Bussen getestet worden ist. Der Test erfolgte in den Regionen Clausthal-Zellerfeld, Goslar und Osterode am Harz. Mit seiner Gruppe entwickelte er das System später zu einem bimodalen Tür-zu-Tür-Transportsystem weiter, welches unter dem Namen „Flexa“ seit Oktober 2019 in einer wachsenden Zahl von Vorstadtbereichen Leipzigs und inzwischen im Regelbetrieb verkehrt. Sein Engagement für das Verständnis sozialer Systeme, zu dem er mit Arbeiten zu Spieltheorie, Epidemiologie und Verkehrswissenschaft beitrug, treibt er seit seiner Emeritierung 2023 in Form gesellschaftlich engagierter Belletristik weiter voran.

## Video
- Video zu Stephan Herminghaus' Forschung (Latest Thinking)